# Au trait
 (mars 2021).
Si vous disposez d'ouvrages ou d'articles de référence ou si vous connaissez des sites web de qualité traitant du thème abordé ici, merci de compléter l'article en donnant les références utiles à sa vérifiabilité et en les liant à la section « Notes et références ».

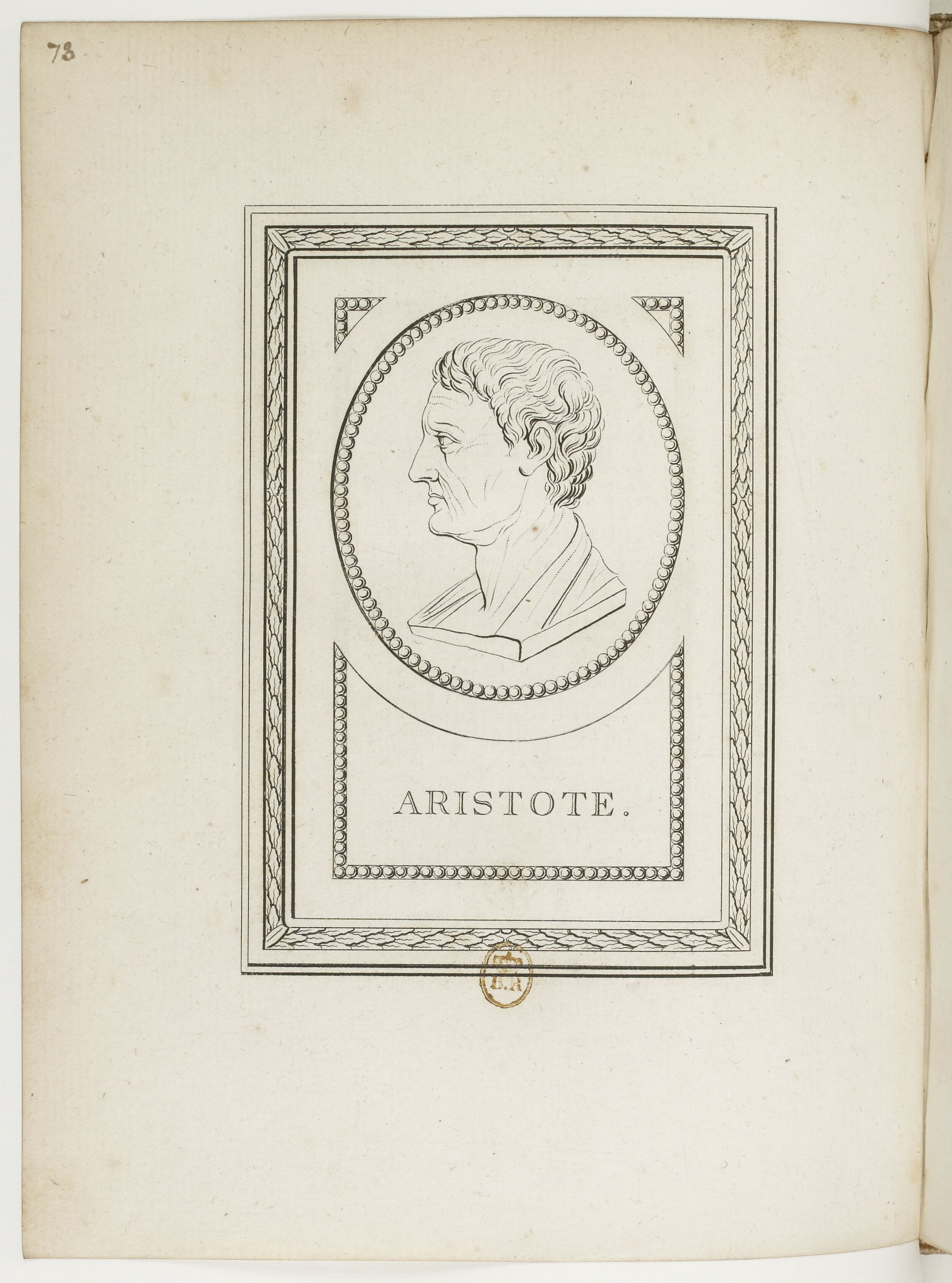
Recueil de portraits gravés au trait, par Pujol de Mortry, 1788.

« Au trait » est un terme utilisé dans l'industrie graphique pour désigner un document ne comportant qu'une valeur en plus de celle du support. 
Il s’oppose au document en demi-teintes (comme une photographie en noir et blanc ou en couleurs).

## Exemple
Un sigle ou une calligraphie : graphisme dessiné en noir (ou une autre couleur) sur un papier blanc.